# Lê Phổ
Lê Phổ (Chữ Hán: 黎譜, sinh ngày 2 tháng 8 năm 1907, mất ngày 12 tháng 12 năm 2001) là họa sĩ bậc thầy Việt Nam và trên thế giới theo trường phái lãng mạn với nhiều tác phẩm đắt giá. Ông còn được nhiều người gọi là "Danh họa Việt Nam trên đất Pháp". Nhiều người khác còn coi ông là "cây đại thụ" trong làng nghệ thuật vẽ tranh Việt Nam. Lê Phổ là một trong nhóm tứ kiệt trời Âu của nền hội họa Việt Nam (Phổ - Thứ - Lựu - Đàm).
Từ năm 1937, ông sang Pháp và định cư tại đó, và chưa một lần quay trở về quê hương, cho đến khi qua đời năm 2001 tại Paris.

## Gia đình
Ông sinh ra tại thôn Cự Lộc, xã Nhân Chính, huyện Từ Liêm, phủ Hoài Đức, tỉnh Hà Đông, về sau là huyện Hoàn Long (nay thuộc phường Nhân Chính, quận Thanh Xuân, Hà Nội).
Cha họa sĩ Lê Phổ là quan đại thần Lê Hoan, người được sử sách xem là có công lao giúp chính quyền thực dân Pháp đàn áp nghĩa quân Đề Thám. Tuổi thơ họa sĩ Lê Phổ không hạnh phúc, mồ côi mẹ lúc 3 tuổi và mồ côi cha lúc 8 tuổi. Sau đó, sống cùng anh trai và chị dâu, ông luôn phải chịu trách nhiệm cho những lầm lỗi của những đứa cháu.
Năm 1937, ông sang Pháp và định cư tại đó. Họa sĩ Lê Phổ cưới vợ người Pháp là bà Paulette Vaux, phóng viên báo Life & Time ở Paris vào năm 1947. Bà Vaux, vợ họa sĩ cho biết: "Ông không kể với con cái về tuổi thơ của mình, ông trầm lặng và sống nội tâm. Ông không nhớ gì về cha mình ngoại trừ việc biết cha mình hút thuốc phiện".

## Tính cách cá nhân
Với thân thế được sinh ra trong gia đình thế tộc, họa sĩ Lê Phổ có lối sống thiên về nội tâm với tính cách nhạy cảm, tinh tế. Họa sĩ có dáng người cao, gầy, mắt luôn nhìn xa vắng, ít nói, giọng nói thanh tao và luôn mặc những bộ quần áo ủi phẳng phiu.

## Con đường nghệ thuật
Năm 1925, họa sĩ Lê Phổ trúng tuyển khoá 1 Trường Đại học Mỹ thuật Đông Dương. Ông là một trong 10 sinh viên Việt Nam được giáo sư Victor Tardieu (một họa sĩ am hiểu sâu sắc các trường phái nghệ thuật châu Âu) xếp vào nhóm sinh viên "tinh hoa" của khóa học và đồng thời hướng đi theo trường phái nghệ thuật Á Đông trong suốt 5 năm học. Họa sĩ Lê Phổ đã chịu ảnh hưởng rất sâu sắc trường phái nghệ thuật này khi còn là chàng thanh niên Hà Nội 18 tuổi. Trong mộc cuộc phỏng vấn, vợ ông, bà Vaux cho biết: "Họa sĩ xem giáo sư Tardieu giống như cha tinh thần. Ông ngưỡng mộ và rất gần gũi với Tardieu. Tardieu đã đặt nền móng cho những thành công trong hội họa của ông".
Năm 1928, ông cùng với các họa sĩ Vũ Cao Đàm, Mai Trung Thứ tổ chức triển lãm tranh đầu tiên tại Hà Nội.
Năm 1931, họa sĩ Lê Phổ sang Pháp để trang trí một số triển lãm ở Paris. Sau đó 1 năm, ông được cấp học bổng sang học tại Trường Mỹ thuật Paris. Do đó, ông có điều kiện tìm hiểu nhiều nước châu Âu, tiếp xúc và làm quen với nhiều trường phái nghệ thuật, trong đó trường phái Ấn tượng đã ảnh hưởng đến các tác phẩm nghệ thuật sau này của họa sĩ.
Năm 1933, họa sĩ trở về Hà Nội tham gia giảng dạy ở Trường Cao đẳng Mỹ thuật Đông Dương.
Năm 1935, các cung điện đền đài Bắc Kinh là nơi họa sĩ tới thăm để nghiên cứu về nền nghệ thuật cổ điển Trung Hoa. Đến cuối năm, ông được mời vào Huế để vẽ chân dung ông hoàng Bảo Đại và hoàng hậu Nam Phương. Ngoài ra, ông còn vẽ tranh cỡ lớn trang trí ở cung đình Huế.
Năm 1937, họa sĩ lại sang Paris, trung tâm nghệ thuật của châu Âu để phụ trách gian hàng Đông Dương tại triển lãm quốc tế. Tại Pháp, ông thực sự bị cuốn hút với vẻ đẹp hoa lệ và các trường phái nghệ thuật đa dạng, do đó họa sĩ đã xin định cư tại đất nước hình lục lăng.
Năm 1938, lần đầu tiên họa sĩ Lê Phổ tổ chức triển lãm phòng tranh của riêng cá nhân mình với các tác phẩm như tranh vẽ các người đẹp Việt Nam hoặc đang say sưa bên rực rỡ các sắc hoa, hoặc đang mơ màng bên trang sách; hoặc tranh thiếu nữ đọc thư tình trong vườn, những cô gái đang phơi áo... được công chúng phương Tây đón nhận nồng nhiệt.
Năm 1941, ông cùng người bạn học rất thân là họa sĩ Mai Trung Thứ tổ chức cuộc triển lãnh tranh tại Alger rất thành công với nhiều tác phẩm được bán.
Năm 1963, ông hợp tác cùng phòng tranh Wally Finday, Mỹ tổ chức vài buổi triển lãm tranh. Phòng tranh cũng chính là nơi ông giới thiệu và công bố các tác phẩm của mình ra khắp thế giới.

## Phong cách hội họa
Họa sĩ Lê Phổ cho rằng các chất liệu tranh lụa có một số nhược điểm không chỉ về khuôn khổ mà về chất liệu màu sắc chưa bộc lộ những lời tác giả muốn thể hiện. Đó là lý do ông đã chuyển sang vẽ tranh sơn dầu. Ngoài việc thay đổi chất liệu vẽ, nội dung được ông nhắc tới cũng mở rộng, phóng khoáng và thoải mái hơn. Ví dụ rõ nét đó là người phụ nữ trong tranh của họa sĩ dần vượt ra ngoài lễ giáo ngàn năm để mang một sắc màu "thế tục".
Waldemar George, nhà phê bình nghệ thuật Pháp khi viết cuốn sách về Lê Phổ vào năm 1970, ông gọi họa sĩ Việt này là "Họa sĩ siêu phàm" (Divine Painter). Waldemar cho rằng phong cách hội họa của Lê Phổ được thành hai giai đoạn và cả hai giai đoạn đều có sự kết hợp của trường phái Đông Tây từ kinh nghiệm thực tế cũng như kiến thức họa sĩ học được.

### Giai đoạn đầu tiên (1934-1945)
Đây là giai đoạn họa sĩ Lê Phổ vẽ trên chất liệu tranh lụa với đậm nét cổ điển và chịu ảnh hưởng sâu sắc phong cách Trung Quốc. Ông dùng các gam màu sắc đậm, lạnh và nguyên chất. Có thể thấy, một số bức nổi tiếng như "Thiếu phụ ngồi", "Chim ngói" mang phong cách đời Tống được kết hợp với đường nét uyển chuyển và mềm mại. Với không gian phẳng lặng cùng nét bút tinh vi, mong manh mà lạnh lùng, tạo không khí thuần khiết, ẩn chứa dung sắc xã hội Việt Nam đầu thế kỷ XX. Khi họa sĩ hòa trộn hai phong cách hội họa Trung Quốc và Ý, ông bắt đầu vẽ những tác phẩm như bức "Mẹ con", "Thiếu nữ và hoa lan", "Hai chị em", "Thiếu nữ và hoa hồng", "Chải đầu"... có chút biến đổi. Qua đó, nét bút thanh tao mô tả phụ nữ trong tranh trang nghiêm, dáng dấp thiên thần với phong cách châu Âu nhưng đượm buồn và mang tính huyền bí đến khó hiểu với người xem. Đến những năm 1940, Lê Phổ mới thực sự bỏ mọi chuẩn mực của trường phái cổ điển để bước vào trường phái ấn tượng.

### Giai đoạn thứ hai (từ những năm 1950)
Đây là thời kỳ lãng mạn với tranh sơn dầu trên thế giới nói chung. Nhà phê bình Waldemar nhận xét, phong cách của Lê Phổ có sự kết hợp hài hoà cái hồn Trung Hoa với trường phái nghệ thuật ấn tượng. Nét vẽ của họa sĩ đầy tự tin với những hiểu biết sâu sắc những tinh hoa nghệ thuật hội họa Đông và Tây. Trong cuốn sách của mình, Waldemar viết về họa sĩ Lê phổ như sau: "Những con đường của châu Á và châu Âu giao thoa, nghệ thuật phương Đông và nghệ thuật phương Tây mở ra một cuộc đối thoại thân tình".

### Hình ảnh người phụ nữ
Hình ảnh phụ nữ được xuất hiện xuyên suốt trong nhiều tác phẩm của họa sĩ Lê Phổ. Ông Corinne de Menonville đã nhận xét trong cuốn sách "Những tác phẩm hội họa Việt Nam (sách)" như sau: "Ở giai đoạn đầu, người phụ nữ (trong tranh Lê Phổ) thường mỏng manh, e ấp, khuôn mặt trái xoan, có ánh sáng tạo hiệu ứng cho hồn tranh. Họ đều toát nên sự trang nhã, nhẹ nhàng, duyên dáng, lịch thiệp. Với tranh lụa, màu sắc nguyên chất và đậm sắc thái tạo nên khung cảnh lãng mạn. Giai đoạn tiếp theo, tranh sơn dầu vẫn đặt phụ nữ là tâm điểm, nhưng có thêm những cảm giác về tự do qua cử chỉ và màu sắc. Tranh lụa, người vẽ mất nhiều thời gian, cần sự tinh tế và tỉ mỉ, trong khi tranh sơn dầu, người nghệ sĩ được phép sáng tạo hơn với nhiều cử động và mức độ của màu sắc. Ảnh hưởng bởi trường phái ấn tượng, các tác phẩm thời gian này thể hiện sự tự do, tính hoa mỹ, hân hoan trong ánh sáng, nhịp nhàng trong nét cọ".
Nhà phê bình Waldemar thì viết: "Một con thuyền lướt giữa những bông súng, những cô gái ẩn hiện hái trái cây trong vườn địa đàng, họ thật kiểu cách và được nhớ đến bởi sự duyên dáng, niềm vui của cuộc sống phát ra từ tất cả, trong tiết trời xuân vô tận, những thiếu nữ mảnh mai đang dùng bữa trưa trên một hiên nhà, những đĩa trái cây trên bàn phủ khăn, bình đựng đầy hoa dại: thế giới của Lê Phổ là một thiên đường trên trái đất". 

## Các tác phẩm nổi tiếng
Trong số các họa sĩ Việt Nam, hiếm có họa sĩ nào như Lê Phổ để lại một gia tài nhiều tác phẩm có giá trị về mặt nghệ thuật cũng như giá trị kinh tế. Một số tác phẩm tiêu biểu được định giá cao như:
- Bức Thiếu phụ trong vườn thuộc triển lãm Leslie Hindman, dạng tranh sơn dầu trên lụa, khổ 104,1 x 83,8 cm được định giá 30.000–50.000 USD vào tháng 9 năm 2007. Dạng tranh cỡ nhỏ (46,4 x 27,3 cm) cũng có giá khoảng 6.000–8.000 USD.
- Tác phẩm Cho chim ăn đã được rao bán giá kỷ lục là gần 100.000 USD vào năm 1997.
- Tác phẩm Mẹ và các con, mô tả khung cảnh một bà mẹ vui đùa với ba đứa con có giá khoảng từ 102.000 - 128.000 USD.
- Tác phẩm Thiếu phụ, tranh sơn mài do KTS Nguyễn Quốc Cường sở hữu, được đánh giá là đắt nhất ở Nhà triển lãm Đinh Tiên Hoàng (Hà Nội).[6]
- Tác phẩm Kim Vân Kiều, loại tranh sơn mài có khảm, theo nhiều nhà nghiên cứu bức tranh có thể được vẽ vào giai đoạn 1932 - 1935 với các chất liệu như: ngà voi châu Á, hổ phách, ngọc bích và vàng mười. Nội dung bức tranh miêu tả khung cảnh nên thơ thuộc tác phẩm Truyện Kiều của đại thi hào Nguyễn Du.[6]
- Tác phẩm Hoài cố hương (khổ 60.5 x 46 cm được họa sĩ Lê Phổ vẽ năm 1938) có giá bán đưa ra năm 2006 có giá sàn từ 181.820 - 303.030 USD. Bức tranh được bán chính thức với giá 360.000 SGD (tương đương 222.325 USD).[7][8]
- Năm 2005, tại Hong Kong, nhà đấu giá Christie's định giá cho tác phẩm À l'approche du Têt (Sắp Tết, 60 x 47 cm, 1937) từ 76.900 đến 102.600 USD.[8]
- Tháng 4 năm 2012, cũng tại Hong Kong, tác phẩm Le Rideau Mauve (Bức màn tím) bán đấu giá được 2,9 triệu HKD (tương đương 373.520 USD [9]) trở thành mức giá cao nhất ở thời điểm đó từng được trả tại một cuộc đấu giá cho một tác phẩm từ một nghệ sĩ Việt Nam.[10]
- Năm 2014, tác phẩm Nhìn từ đỉnh đồi lập kỉ lục về tranh đắt nhất của một họa sĩ gốc Việt. Bức tranh được Christie's International bán với giá 840.000 đôla[11].
- Ngày 25 tháng 6 năm 2018, phiên đấu giá của nhà Aguttes có tranh của họa sĩ Lê Phổ, trong đó bức vẽ về đề tài Piéta được gõ búa với giá 156.000 EUR.[12]
- Ngày 26 tháng 5 năm 2019, bức tranh Khỏa thân (sơn dầu, 90,5 cm x 180,5 cm, năm 1931) của họa sĩ Lê Phổ được bán với 10.925.000 HKD, tương đương 1,4 triệu USD (32,3 tỉ đồng) tại phiên đấu giá mang tên 20th Century & Contemporary Art - Thế kỷ 20 và nghệ thuật đương đại tại Christie's Hong Kong.[13][14]

## Tình cảm quê hương đất nước
Trong suốt cuộc đời của mình, dù định cư tại Pháp từ năm 1937 và từ đó không còn về thăm lại quê hương , họa sĩ Lê Phổ luôn nhắc về những tình cảm sâu đậm của mình với quê hương, đất nước. Trong tranh của ông, những đặc trưng về Việt Nam, Á Đông được thể hiện qua nét vẽ những người phụ nữ hoà mình với tự nhiên và trẻ thơ. Một hình ảnh khác thường xuất hiện là những bông hoa. Nhà phê bình Waldemar nhận xét Lê Phổ thể hiện nỗi nhớ quê hương bằng hàng ngàn bông hoa. Bà Vaux, vợ ông tâm sự: "Ông yêu hoa, và hoa luôn xuất hiện trong tranh của ông ở cả hai giai đoạn trong tranh lụa và sơn dầu".
Vào tháng 9 năm 1993, khi tuổi đã cao, họa sĩ Lê Phổ bày tỏ lòng biết ơn sâu nặng bằng một "món quà". Họa sĩ nói: "Tôi ở Pháp 60 năm nay, tôi mang quốc tịch Pháp nhưng không lúc nào tôi không nhớ đến quê hương. Vì thế tôi đã để riêng ra 20 bức tranh lựa chọn rất cẩn thận để biếu Bảo tàng Mỹ thuật Việt Nam".